# Benjamín Mendoza y Amor Flores
Benjamín Mendoza y Amor Flores (La Paz, 31 mars 1933 – Lima, 2 août 2014) est un artiste-peintre surréaliste bolivien, connu pour avoir tenté d'assassiner le pape Paul VI à Manille le 27 novembre 1970.

## Biographie
De 1960 à 1970, il vit en Argentine, aux États-Unis, au Japon, à Hong Kong et aux Philippines. 
En Argentine, au début des années 1960, il expose ses œuvres dans quelques galeries dans le quartier de San Telmo et illustre en 1963, le livre Todo estaba sucio de Raúl Barón Biza. Il réalise également deux peintures murales pour l'Hôtel de Manille. Il expose ensuite en Union soviétique, à Hawaï, puis part aux Philippines.

### Tentative d'assassinat du Pape
Le 27 novembre 1970, à l'arrivée du pape Paul VI à l'aéroport international de Manille, Benjamín Mendoza y Amor Flores, déguisé en prêtre, crucifix en main, parvient à approcher le pape avant de le frapper de deux coups de poignard dans le cou, portés de part et d'autre de la veine jugulaire. Le secrétaire particulier de Paul VI, Mgr Pasquale Macchi, atténue la violence des coups en retenant le bras de l'agresseur. Le col rigide que portait le pape pour le soulager de l'arthrose cervicale contribue également à la légèreté des blessures dont l'existence n'est toutefois révélée qu'après sa mort en 1979. Paul VI poursuivit sa visite officielle selon le programme prévu. Mendoza, qui affirme lors de son procès « vouloir sauver l'humanité de la superstition », est condamné pour tentative de meurtre.

### Après l'attentat
En prison, un propriétaire de galerie lui commande une série de tableaux pour une exposition. 
Après avoir purgé une peine de 38 mois de prison aux Philippines, il est expulsé vers la Bolivie en 1974.
Il organise plusieurs expositions dans plus de 80 pays. Il vit à Lima.
Interrogé sur sa tentative d'assassiner le Pape Paul VI, il affirme qu'il a simplement voulu attirer l'attention. Selon le cinéaste Armando Bo, qui a pris contact avec Mendoza, celui-ci a agi dans un « moment de folie ».